# لیبین عرب ایر کارگو
لیبین عرب ایر کارگو (به انگلیسی: Libyan Arab Air Cargo) یک شرکت هواپیمایی است که در تاریخ ۱۹۷۹ میلادی تأسیس شده است. دفتر مرکزی لیبین عرب ایر کارگو در طرابلس، لیبی واقع شده‌است و قطب این شرکت هواپیمایی در فرودگاه بین‌المللی طرابلس قرار دارد.